# Tecocomulapa
Tecocomulapa är en ort i Mexiko.   Den ligger i kommunen Atlixtac och delstaten Guerrero, i den sydöstra delen av landet, 210 km söder om huvudstaden Mexico City. Tecocomulapa ligger 1 749 meter över havet och antalet invånare är 171.
Terrängen runt Tecocomulapa är lite bergig. Runt Tecocomulapa är det ganska glesbefolkat, med 43 invånare per kvadratkilometer. Närmaste större samhälle är Pochutla, 9,1 km norr om Tecocomulapa. I omgivningarna runt Tecocomulapa växer huvudsakligen savannskog.